# Mari Boya
José María Navalón Boya (Les, 13 de abril de 2004), mais conhecido como Mari Boya, é um automobilista espanhol que atualmente compete no Campeonato de Fórmula 3 da FIA pela equipe Campos Racing. Ele competiu anteriormente no Campeonato de Fórmula Regional Europeia entre 2021 e 2022, foi vice-campeão do Campeonato Espanhol de Fórmula 4 em 2020 e da Eurocup-3 em 2023. Em 2025, se tornou membro da academia de jovens pilotos da Aston Martin.

## Biografia
José María Navalón Boya é natural de Les, cidade situada na comarca do Vale de Aran, da província espanhola de Lérida, que faz parte da comunidade autónoma da Catalunha. Sua paixão pelo automobilismo vem de sua família materna, a ponto de Boya adotar o sobrenome de sua mãe e afirmar que ela foi a sua principal incentivadora em sua carreira automobilística. Mari, como é carinhosamente chamado, estudou no Centro de Alto Rendimento de Sant Cugat del Vallès, instituição especializada em jovens atletas. Além do espanhol e do catalão, ele fala francês, inglês, aranês e um pouco de italiano. Seu maior ídolo é o compatriota Fernando Alonso, bicampeão da F1 que apoia sua carreira.

## Carreira

### Cartismo
Boya começou a competir em corridas de kart em 2015, quando conquistou o Campeonato Espanhol de Cartismo, e repetiu o mesmo feito novamente em 2016. Voltou a vencer o campeonato em 2018, desta vez na categoria Júnior, e saiu vitorioso na IAME Winter Cup que foi disputado no mesmo ano. O espanhol ficou nos karts até o início de 2020.

### Fórmulas inferiores
Boya fez sua estreia nos monopostos em 2020, no Campeonato Espanhol de Fórmula 4 com a equipe MP Motorsport. Ele venceu três corridas ao longo da temporada e terminou em segundo lugar na classificação geral de pilotos, atrás apenas do estreante e companheiro de equipe Kas Haverkort. O fim de semana mais notável de Boya veio no MotorLand Aragón, onde ele venceu as duas primeiras corridas do fim de semana, antes de terminar em terceiro na corrida final.

### Fórmula Regional

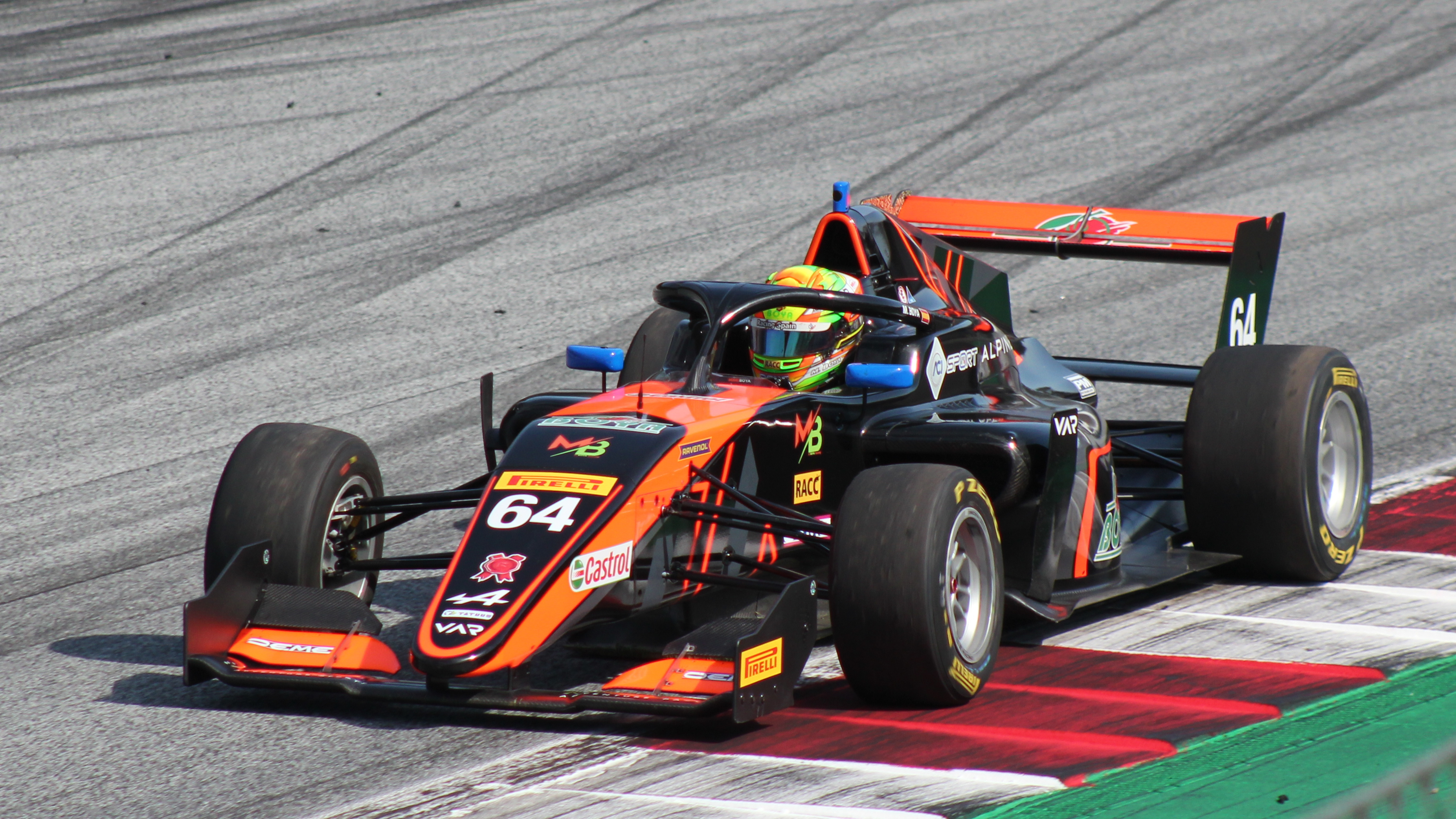
Boya durante a etapa de Spielberg da FRECA de 2021

Em abril de 2021, foi anunciado que Boya faria sua estreia no Campeonato de Fórmula Regional Europeia com a equipe do campeão mundial de Fórmula 1 Fernando Alonso, a FA Racing. No entanto, no último minuto, ele mudou para a Van Amersfoort Racing, fazendo parceria com Francesco Pizzi e Lorenzo Fluxá. Na primeira rodada do campeonato, Boya somou cinco pontos, tornando-se o primeiro piloto a somar pontos para a equipe naquele ano. Mas seu auge viria em Valência, quando ele chegou em terceiro na corrida 1 e conquistou seu primeiro pódio na FRECA. Ao todo, o catalão pontuou em dez das vinte provas disputadas, somando 51 pontos e se classificando em décimo quarto lugar.
Boya se juntou a equipe ART Grand Prix para a disputa do Campeonato de Fórmula Regional Europeia de 2022, ao lado de Laurens van Hoepen e Gabriele Minì. Seu destaque foi o segundo lugar na corrida 3 da rodada de abertura em Ímola. No entanto, após a sexta rodada em Hungaroring, Boya foi substituído por Esteban Masson na ART por razões desconhecidas. Mas, ele foi convocado para substituir Michael Belov na MP Motorsport pelo restante da temporada, pontuando mais duas vezes. Encerrou 2022 em décimo lugar, com 69 pontos.
Em 2023, foi anunciado que Boya iria disputar toda a temporada do Campeonato de Fórmula Regional do Oriente Médio, com a MP Motorsport. Venceu duas vezes em Dubai e Abu Dhabi, sendo quinto colocado e somando 102 pontos. Retornou à FRMEC em 2024 com a Pinnacle Motorsport. Conquistou três pódios, todos terceiros lugares, e encerrou a temporada em quinto, com 112 pontos.

### Eurocup-3

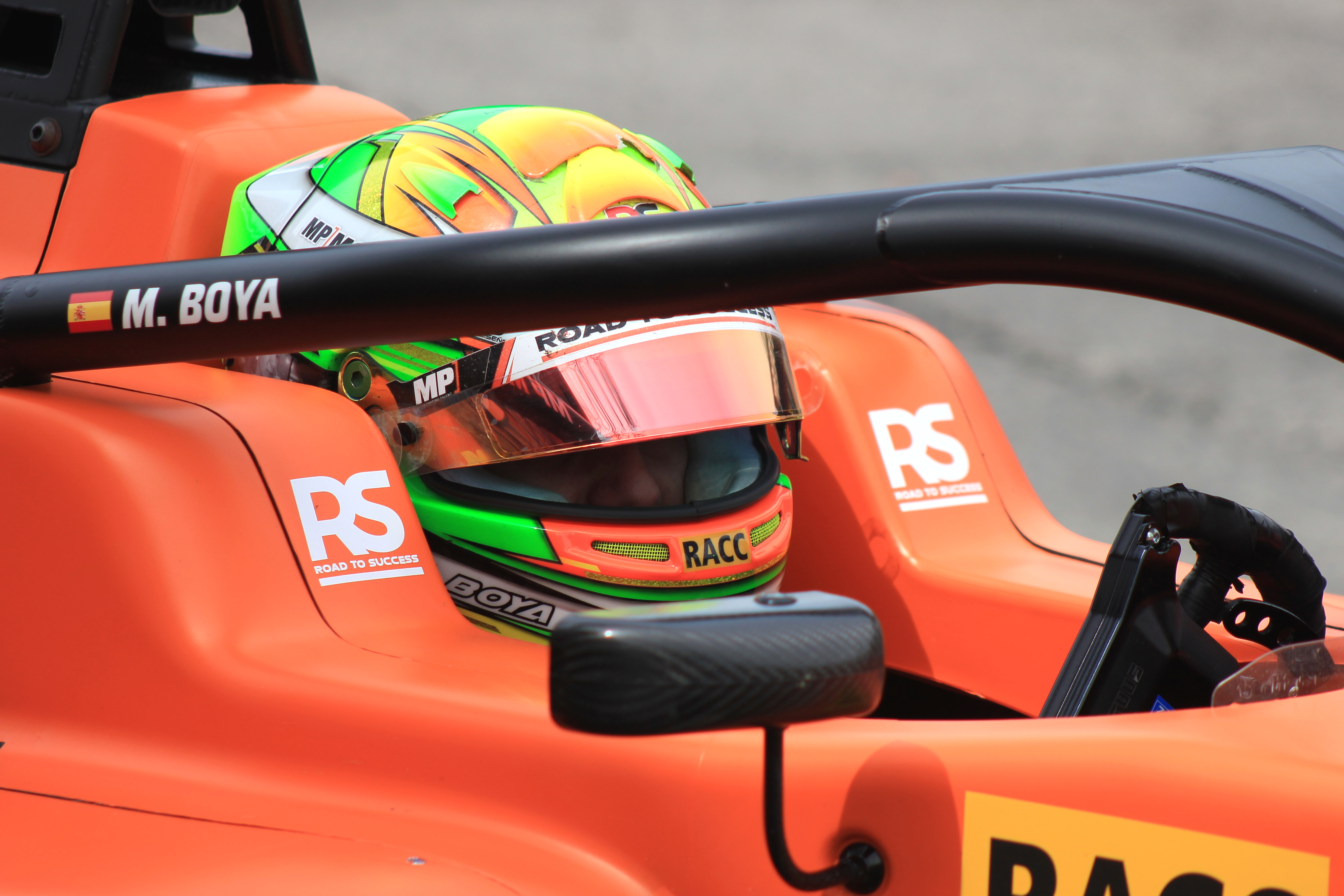
Boya em 2023, durante a etapa da Bélgica da Eurocup-3

Em maio de 2023, Boya anunciou que conciliaria sua campanha na Fórmula 3 com a Eurocup-3, na qual ele competiu pela MP Motorsport, mesma equipe que defendia na F3. Começou anotando a pole nas duas corridas da etapa de abertura em Spa-Francorchamps, vencendo a segunda. Foi obrigado a faltar a rodada de Aragão por conflitos com a F3, mas em seu retorno, venceu as duas corridas da rodada de Monza. Venceu ainda mais duas vezes, em Estoril e Valência, além de ter feito mais quatro pódios, mas acabou perdendo o título para o francês Esteban Masson por trinta pontos de diferença.
Boya retornou à Eurocup-3 em 2024 como piloto convidado, representando a GRS Team na rodada final, em Barcelona.

### Fórmula 3

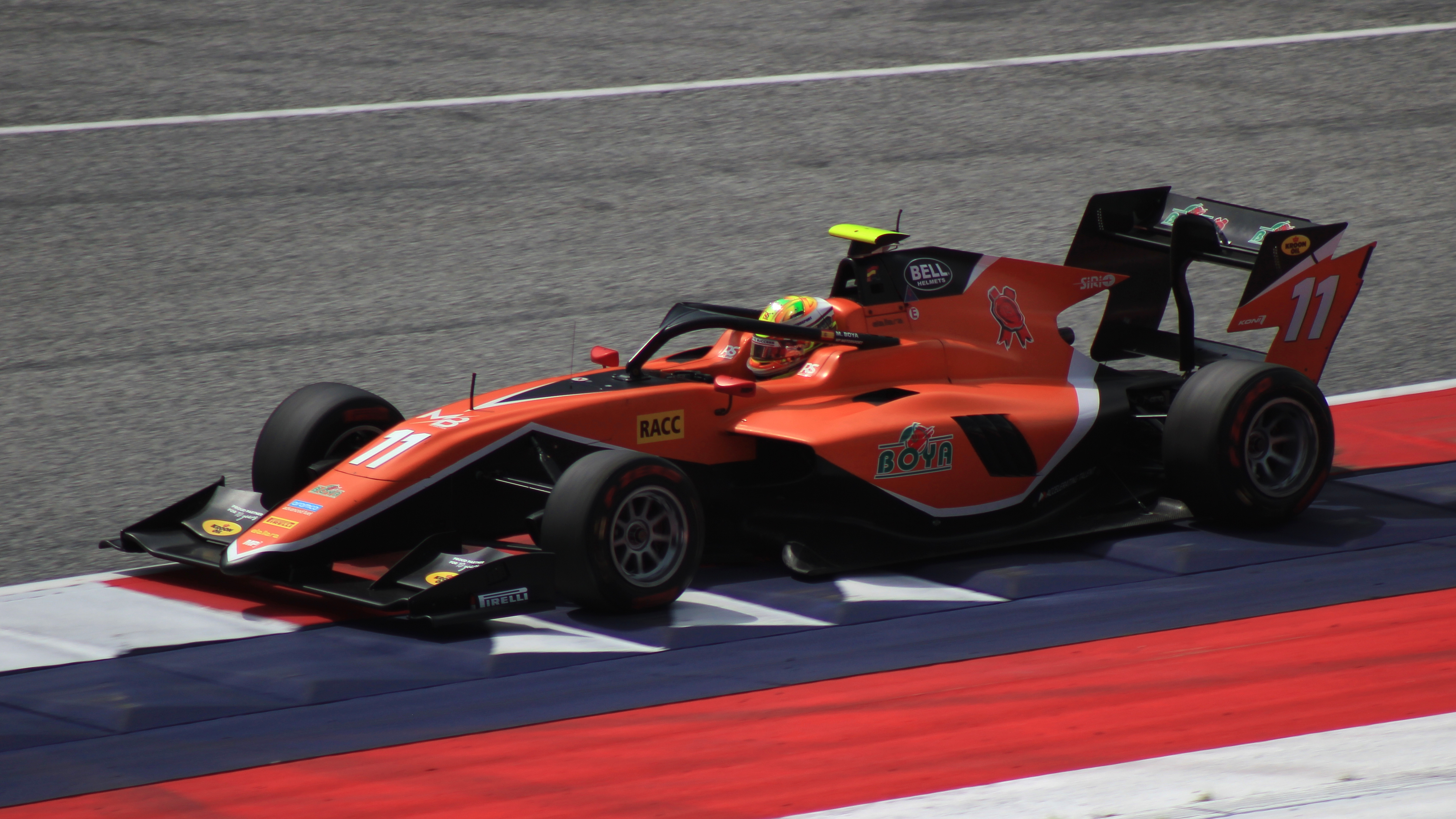
Boya na etapa austríaca da F3 de 2023

Em setembro de 2022, Boya pilotou pela equipe MP Motorsport durante o teste de pós-temporada do Campeonato de Fórmula 3 da FIA. Apenas dois meses depois, a equipe neerlandesa confirmou a contratação de Boya para a disputa da temporada de 2023, sendo companheiro de Franco Colapinto e Jonny Edgar. O espanhol pontuou em quatro etapas, incluindo as duas corridas da rodada de Barcelona, e teve como ápice o terceiro lugar na corrida curta de Monza, que foi seu primeiro pódio na categoria. Boya encerrou o ano com 29 pontos, sendo décimo sétimo colocado e perdendo o duelo interno da MP para seus companheiros, já que Edgar, o 13º, somou 25 pontos a mais que ele, e Colapinto, o quarto colocado, fez 81 pontos a mais.

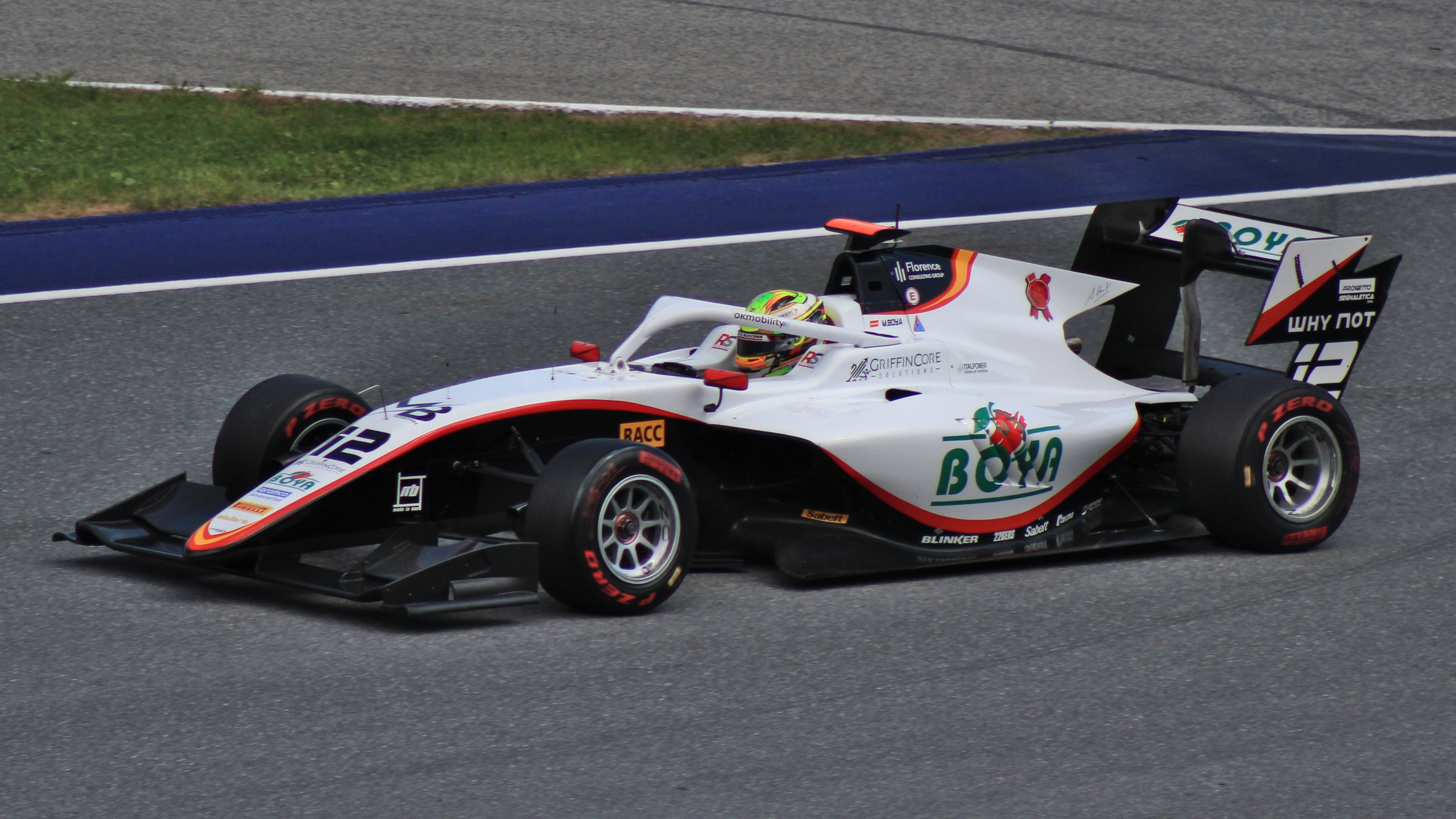
Boya no Red Bull Ring em 2024

Boya se transferiu para a equipe Campos Racing para sua segunda temporada na Fórmula 3 em 2024, fazendo parceria com Oliver Goethe e Sebastián Montoya. Pontuou em nove das vinte etapas, tendo como melhor resultado a vitória na corrida curta de Barcelona, seu primeiro triunfo na F3. Ele encerrou o ano em décimo quinto lugar, com 45 pontos, ficando à frente de Montoya por cinco pontos, mas com menos da metade da pontuação de Goethe, o sétimo colocado.

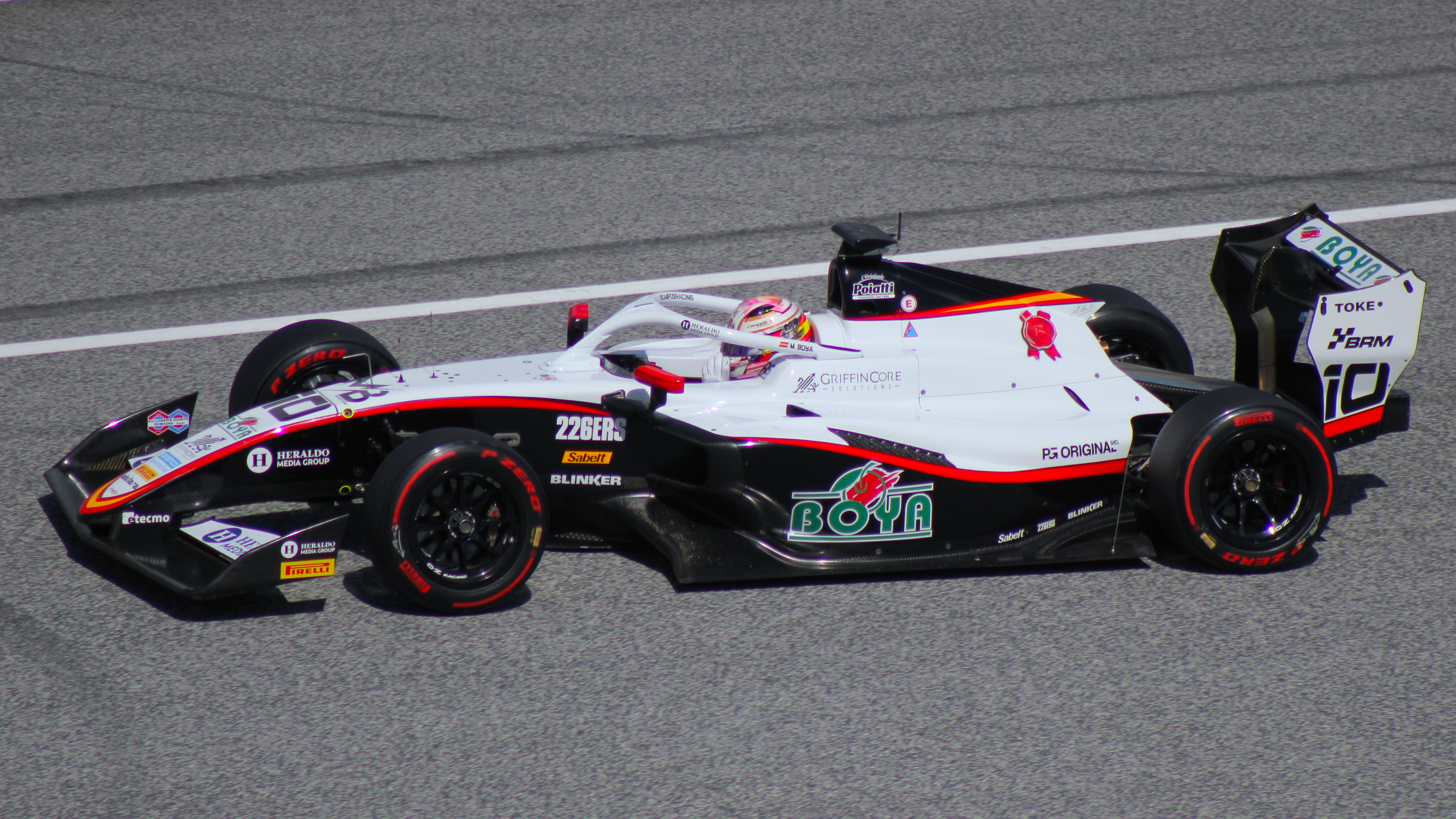
Boya na prova da Áustria da F3 de 2025

Boya permaneceu com a Campos Racing para a disputa da temporada de 2025, passando a ter Nikola Tsolov e Tasanapol Inthraphuvasak como novos companheiros. Conquistou três terceiros lugares na corrida curta de Mônaco, na corrida longa da Áustria e na corrida curta da Grã-Bretanha, até que obteve sua primeira vitória do ano na corrida longa desta última etapa, paralisada pela chuva.

### Fórmula 1
Em junho de 2025, Boya foi anunciado como o primeiro integrante da recém-inaugurada academia de jovens pilotos da Aston Martin.

## Resultados

### Resumo da careira
| Temporada | Categoria                         | Equipe                          | Corridas | Vitórias | Poles | V.M.R. | Pódios | Pontos | Posição |
| --------- | --------------------------------- | ------------------------------- | -------- | -------- | ----- | ------ | ------ | ------ | ------- |
| 2020      | Fórmula 4 Espanhola               | MP Motorsport                   | 21       | 3        | 3     | 4      | 14     | 272    | 2º      |
| 2021      | Fórmula Regional Europeia         | Van Amersfoort Racing           | 20       | 0        | 0     | 0      | 1      | 51     | 14º     |
| 2022      | Fórmula Regional Europeia         | ART Grand Prix                  | 12       | 0        | 0     | 2      | 1      | 69     | 10º     |
| 2022      | Fórmula Regional Europeia         | MP Motorsport                   | 8        | 0        | 0     | 0      | 0      | 69     | 10º     |
| 2023      | Fórmula Regional do Oriente Médio | Hyderabad Blackbirds by MP      | 15       | 2        | 0     | 2      | 3      | 107    | 5º      |
| 2023      | Fórmula 3                         | MP Motorsport                   | 18       | 0        | 0     | 0      | 1      | 29     | 17º     |
| 2023      | Eurocup-3                         | MP Motorsport                   | 16       | 5        | 5     | 4      | 9      | 243    | 2º      |
| 2023      | Grande Prêmio de Macau            | MP Motorsport                   | 1        | 0        | 0     | 0      | 0      | N/A    | 4º      |
| 2024      | Fórmula Regional do Oriente Médio | Pinnacle Motorsport             | 15       | 0        | 0     | 2      | 3      | 112    | 5º      |
| 2024      | Fórmula 3                         | Campos Racing                   | 20       | 1        | 0     | 1      | 1      | 45     | 15º     |
| 2024      | Eurocup-3                         | GRS Team                        | 2        | 0        | 0     | 0      | 0      | 0      | NC†     |
| 2024      | Grande Prêmio de Macau            | KCMG IXO by Pinnacle Motorsport | 1        | 0        | 0     | 0      | 0      | N/A    | 7º      |
| 2025      | Fórmula 3                         | Campos Racing                   | 10       | 1        | 0     | 0      | 4      | 85*    | 4º*     |